# Station Tama Brodzka
Station Tama Brodzka was een spoorwegstation in de Poolse plaats Tama Brodzka.